# Siven severní
Siven severní neboli Siven alpský nebo Siven arktický je ryba z čeledi lososovitých žijící v alpských a pyrenejských jezerech a arktických a subarktických oblastech severní Evropy, Grónska a Severní Ameriky.

## Popis
Siven severní má modrozelený hřbet, šedomodré nazelenalé boky s malými červenými nebo pomerančovými skvrnami, břicho zářivě červené. První paprsky párových ploutví a ploutve řitní má bílé. Obvykle váží 1 až 2,3 kg při délce 40 až 75 cm.

## Výskyt a potrava
Siven severský obývá hlavně studené a hluboké vody bohaté na kyslík. Vyskytuje se v oblasti ledových moří, alpských a skandinávských jezerech a řekách. V České republice se nevyskytuje.
Tření probíhá v podzimních měsících.
Vytírají se ve sladké vodě, ale mohou migrovat i do pobřežních mořských vod. Je to nejseverněji žijící sladkovodní ryba. V jezerech se siven živí hlavně nižšími živočichy a larvami hmyzu. S oblibou vyskakuje nad hladinu a loví létající hmyz nad hladinou. V moři se živí rybami, rád loví mladé tresky. 
Pozoruhodný je výskyt izolované populace sivena severního v kanadském jezeře Pingualuit, které vzniklo následkem dopadu meteoritu. Vzhledem k nedostatku potravy v jezeře se tamní populace sivena vyznačuje útlými těly a nepoměrně velkými hlavami. K osídlení jezera došlo pravděpodobně během některé doby ledové, kdy mohli siveni proniknout do jezera proti proudu říček odvádějících tající sníh z kráteru. V současnosti je jezero zcela izolováno.